# Yu-Gi-Oh!
Yu-Gi-Oh! je svjetski popularna animirana serija (anime) iz Japana i broji mnogo sezona i nastavaka. Po uzoru na nju napravljena je kartaška igra koja je distribuirana diljem svijeta. 
Kroz cijelu seriju pratimo dječaka zvanog Yugi (japanski za igra, zabava) i njegove prijatelje Joeyja, Teu, Tristana i Bakuru. Ipak, postoji još jedna osoba koju valja spomenuti, a to je Yami Yugi (japanski za Mračni Yugi)  koji se javlja preko Yugija kada ga Yugi pozove putem svoje Tisućljetne slagalice (ili zagonetke). Naime, Yami Yugi je 5,000 godina star faraon zatočen unutar Tisućljetnog predmeta koji mu daje moć da se bori protiv svojih opakih protivnika u kartaškoj igri zvanoj Dvoboj čudovišta (Duel Monsters). Yami Yugi pomaže Yugiju kako bi spasio dušu svoga djeda kojega je zarobio Maximilion Pegaz, tvorac igre Dvoboj čudovišta i nepobjedivi dvobojnik koji želi priskrbiti faraonovu moć kako bi vratio svoju suprugu Ceciliju koja je umrla pred njihovim vjenčanjem. Na tome putu mu pomažu prijatelji koji ga bodre do samoga kraja turnira u Dvoboju čudovišta.

## Anime

### Yu-Gi-Oh!
Producirana od Toei Animation-a, ova 27-epizodna anime serija bazirana je na Yu-Gi-Oh! manga svescima (volumenima) 1-7, koji se puno ne usredotočuju na Čaroliju i Vračeve (stari naziv za Dvoboj Čudovišta, Magic & Wizards). Nije povezana ni na koji način s Yu-Gi-Oh! Dvobojem Čudovišta, drugom Yu-Gi-Oh! anime serijom koju je napravio Nihon Ad Systemsa (NAS). Prvi put je puštena u eter na TV Asahiju 4. travnja 1998., a 10. listopada 1998. prekinuto je prikazivanje. 

### Yu-Gi-Oh! Dvoboj čudovišta
Često se naziva i Yu-Gi-Oh! ili druga serija Yu-Gi-Oh anime-a, Yu-Gi-Oh Dvoboj Čudovišta (遊戯王デュエルモンスターズ) je serija koja je predstavila Yu-Gi-Oh! zapadnom svijetu. Producirana od NAS-a, prvi je put puštena u eter na TV Tokyu 18. travnja 2000., a kasnije prevedena u više od 20 jezika i puštana u eter u više od 6o zemalja. Uglavnom je zasnovana na radnji Yu-Gi-Oh! mangi 8 i nadalje. Serija je završila svoje 224-epizodno prikazivanje u Japanu 29. rujna 2004.

### Yu-Gi-Oh! GX
GX je spin-off izvorne Yu-Gi-Oh! anime serije i prati dječaka zvanog Yuki Jaden koji može vidjeti Duhove Dvoboja - tj. nemani koje su izišli iz karata. Njegovi su prijatelji Syrus, Chumley, Alexis, Bastion, a njegovi vječni rivali Dr. Crowler, Zane i Chazz. Njihova su imena drukčija na japanskome jeziku. Zasada postoje četiri sezone ovog animea.

### Yu-Gi-Oh! 5D's
Yu-Gi-Oh! 5D's (遊☆戯☆王５Ｄ’ｓ（ファイブディーズ）, Yū☆gi☆ō Faibu Dīzu) najnoviji je nastavak dugačke Yu-Gi-Oh! franšize s Yuseijem Fudom kao glavnim likom. Počeo se prikazivati 2. travnja 2008. u Japanu i tako zamijenio Yu-Gi-Oh! Dvoboj čudovišta GX (međunarodno znan kao Yu-Gi-Oh! GX). Ovaj spin-off prvi je prilagođen za prikazivanje na širokom zaslonu.

### Yu-Gi-Oh! Zexal
Ovo je 4. nastavak Yu-Gi-Oh! franšize s 2 glavna lika Yuma i Astral. Počeo je s prikazivanjem 11. travnja 2011. u Japanu i tako zamijenio Yu-Gi-Oh! 5D's.

### Yu-Gi-Oh! ARC-V
Ovo je 5. nastavak Yu-Gi-Oh! franšize s glavnim likom Yuyom. Počeo je s prikazivanjem 6. travnja 2014. u Japanu i tako zamijenio Yu-Gi-Oh! Zexal.

### Yu-Gi-Oh! VRAINS
Ovo je 6. nastavak Yu-Gi-Oh! franšize s glavnim likom Yusakom. Počeo je s prikazivanjem 10. svibnja 2017. u Japanu i tako zamijenio Yu-Gi-Oh! ARC-V.

## Mange

### Yu-Gi-Oh!
- Yu-Gi-Oh
- Yu-Gi-Oh! Duelist

Prvi Yu-Gi-Oh! strip koji je rađen sam po sebi - Kazuki Takahashi je njegov tvorac i ilustrator. U njemu nalazimo izvorne likove i 7 prvih svezaka koji se u Americi jednostavno zovu Yu-Gi-Oh! i nisu nikada pretvoreni u anime, dok su ostali volumeni pod nazivom Yu-Gi-Oh! Duelist. U ovoj se mangi Dvoboj Čudovišta naziva "Čarolija i Vračevi" (Magic & Wizards) Ima ukupno 343 nastavaka.

### Yu-Gi-Oh! R
Ilustrirao Akira Itou, jedan od umjetnika koji je ilustrirao izvornu Yu-Gi-Oh! mangu, uz nadzor Takahashija, Yu-Gi-Oh! R (遊☆戯☆王R) je spin-off izvorne Yu-Gi-Oh! franšize, s većinom istih likova u novom zapletu, koja zauzima mjesto između Grada borbi i sage o Egiptu. Manga je prvi put izdana u Shueishinom mjesečniku V-Jumpu 21. travnja 2004. Iako ne postoji izričito objašnjenje za značenje slova “R” u naslovu, ono sigurno stoji za "Reverse", "Revolution", “Rebirth” ili “Retold” (prim. prev. Obratno, preokret, preporod, prepričano).

### Yu-Gi-Oh! GX
Manga serija Yu-Gi-Oh! Dvoboj čudovišta GX je zapravo manga adaptacija televizijske serije Yu-Gi-Oh Dvoboj čudovišta GX. Radnja je podosta drukčija, likovi su uglavnom isti, dok su špilovi u osnovi isti, ali pojačani s nekim novijim kartama koje mogu ekskluzivno izići kao prava karta u nekom od japanskih magazina za djecu. Ipak, njihove američke ili europske inačice će se zasigurno dosta kasnije pojaviti.
Strip ilustrira Naoyuki Kageyama, a nadgleda ga sam tvorac Yu-Gi-Oh-a, Kazuki Takahashi, uz pomoć Braina Navija.

## Vanjske poveznice
- Yugioh Planet
- Yu-Gi-Oh! karte Hrvatska - članak o tome kako i gdje igrati Yu-Gi-Oh! kartašku igru u Hrvatskoj